# فهرست رهبران داعش
این فهرست رهبران داعش از زمان تأسیس دولت اسلامی عراق است.

## فهرست رهبران

### امیران دولت اسلامی عراق
| شماره | تصویر | نام (تولد–مرگ)            | دوره رهبری    | دوره رهبری    | دوره رهبری     | توضیحات |
| شماره | تصویر | نام (تولد–مرگ)            | آغاز رهبری    | پایان رهبری   | مدت رهبری      | توضیحات |
| ----- | ----- | ------------------------- | ------------- | ------------- | -------------- | --- |
| ۱     |       | ابوعمر بغدادی (۱۹۵۹–۲۰۱۰) | ۱۵ اکتبر ۲۰۰۶ | ۱۸ آوریل ۲۰۱۰ | ۳ سال، ۱۸۵ روز | بغدادی، در حمله مشترک نیروهای آمریکایی و عراقی به یک خانه امن در فاصله ۱۰ کیلومتری جنوب غرب تکریت، کشته شد. |
| ۲     |       | ابوبکر بغدادی (۱۹۷۱–۲۰۱۹) | ۱۸ آوریل ۲۰۱۰ | ۷ آوریل ۲۰۱۳  | ۲ سال، ۳۵۴ روز | پس از اعلام داعش مبنی بر تأسیس خلافت جهانی دولت اسلامی عراق و شام، منصب خلیفه، جانشین این منصب شد.          |

### خلفای دولت اسلامی عراق و شام
| شماره | تصویر | نام (تولد–مرگ)                    | دوره رهبری     | دوره رهبری    | دوره رهبری     | توضیحات |
| شماره | تصویر | نام (تولد–مرگ)                    | آغاز رهبری     | پایان رهبری   | مدت رهبری      | توضیحات |
| ----- | ----- | --------------------------------- | -------------- | ------------- | -------------- | --- |
| ۱     |       | ابوبکر بغدادی (۱۹۷۱–۲۰۱۹)         | ۷ آوریل ۲۰۱۳   | ۲۷ اکتبر ۲۰۱۹ | ۶ سال، ۲۰۳ روز | در ۲۷ اکتبر ۲۰۱۹، نیروی دلتای ستاد فرماندهی مشترک عملیات ویژه آمریکا به همراه سربازانی از هنگ ۷۵ تکاوران و هنگ ۱۶۰ عملیات ویژه از طریق منطقه هوایی تحت کنترل روسیه و ترکیه به استان ادلب سوریه در مرز با ترکیه که تحت کنترل شورشیان است، برای دستگیری ابوبکر بغدادی حمله کردند. او در گوشه‌ای از یک تونل گیر افتاد و با منفجر کردن جلیقه انتحاری، همراه دو کودک خردسال دیگر کشته شد.                       |
| ۲     |       | ابوابراهیم هاشمی قرشی (۱۹۷۶–۲۰۲۲) | ۳۱ اکتبر ۲۰۱۹  | ۳ فوریه ۲۰۲۲  | ۲ سال، ۹۵ روز  | در ۳ فوریه ۲۰۲۲، رئیس‌جمهور آمریکا، جو بایدن، اعلام کرد که نیروهای نظامی آمریکا، با موفقیت، عملیات ضد تروریستی اطمه را در شهر اطمه در ادلب انجام دادند که در نتیجه آن، ابوابراهیم با جلیقه انتحاری، به همراه ۱۲ نفر دیگر کشته شدند. |
| ۳     |       | ابوالحسن هاشمی قرشی (؟ –۲۰۲۲)     | ۱۰ مارس ۲۰۲۲   | ۱۵ اکتبر ۲۰۲۲ | ۲۱۹ روز        | اطلاعات کمی در مورد ابوالحسن وجود دارد. به گفته مقامات امنیتی و دولتی عراق، او برادر بزرگ رهبر سابق، ابوبکر بغدادی بود. تحقیقات منتشر شده توسط هشام الهاشمی در سال ۲۰۲۰، نشان می‌دهد که وی، ریاست شورای پنج نفره شورا را بر عهده داشت. او در ۱۵ اکتبر ۲۰۲۲، با منفجر کردن یک جلیقه انتحاری، طی عملیاتی که توسط شورشیان سابق ارتش آزاد سوریه که با نیروهای دولتی در استان درعا، همسو شده بودند، خودکشی کرد. |
| ۴     |       | ابوالحسین حسینی قرشی (؟ –۲۰۲۳)    | ۳۰ نوامبر ۲۰۲۲ | ۲۹ آوریل ۲۰۲۳ | ۱۵۰ روز        | ابوالحسین، در همان صوتی که مرگ ابوالحسن را تأیید کرد، توسط ابوعمر مهاجر، به عنوان رهبر جدید داعش معرفی شد. داعش در ۳ اوت ۲۰۲۳ اعلام کرد که ابوالحسین، توسط شبه‌نظامیان هیئت تحریر شام در استان ادلب کشته شد. |
| ۵     |       | ابوحفص هاشمی قرشی (زاده ؟)        | ۳ اوت ۲۰۲۳     | متصدی         | ۱ سال، ۲۲۷ روز | ابوحفص، در همان صوتی که مرگ ابوالحسین را تأیید کرد، به عنوان رهبر جدید داعش معرفی شد. |

## رهبران شاخه‌های بین‌المللی داعش
این فهرست به رهبران شناخته شده از شاخه‌های بین‌المللی داعش که بخشی از خلافت جهانی دولت اسلامی عراق و شام هستند، اشاره دارد.

### بوکو حرامبه عنوان بخشی از داعش
1. ابوبکر شکائو (۲۰۱۵–۲۰۱۶)

### داعش قفقاز
1. رستم اسیلداروف (۲۳ ژوئن ۲۰۱۵–۳ دسامبر ۲۰۱۶)[۱۳]

### داعش صحرای بزرگ
1. عدنان ابو ولید صحراوی (۱۳ مه ۲۰۱۵–۲۰۱۹)[۱۴]
2. عبدالحکیم صحراوی (احتمالا ۲۰۱۹–اکنون)[۱۴]

### داعش خراسان
1. حافظ سعید خان (۲۰۱۵–ژوئیه ۲۰۱۶)
2. عبدالحسیب لوگری[۱۵][۱۶] (۲۰۱۶–آوریل ۲۰۱۷)
3. عبدالرحمان غالب[۱۷][۱۸] (آوریل–ژوئیه ۲۰۱۷)
4. ابوسعد ارهابی[۱۹] (ژوئیه ۲۰۱۷–اوت ۲۰۱۸)
5. ضیاء الحق[۲۰] (اوت ۲۰۱۸–آوریل ۲۰۱۹)
6. عبدالله اوروکزی[۲۱][۲۲] (آوریل ۲۰۱۹–آوریل ۲۰۲۰)
7. شهاب المهاجر (آوریل ۲۰۲۰–اکنون)[۲۳]

### داعش لیبی
1. ابونبیل انباری (۱۳ نوامبر ۲۰۱۴–۱۳ نوامبر ۲۰۱۵)[۲۴]
2. عبدالقادر نجدی (مارس ۲۰۱۶–اکنون)[۲۵] (مرگ احتمالی در سپتامبر ۲۰۲۰)

### داعش سومالی
1. عبدالقادر مؤمن (۲۲ اکتبر ۲۰۱۵–اکنون)

### داعش غرب آفریقا
1. ابوبکر شکائو (۲۰۱۵–۲۰۱۶): به دلیل افراطی بودن، برکنار شد.
2. ابومصعب برنوی (۲۰۱۶–۲۰۱۹): بدون توضیح، از مقام خود خلع و تنزل رتبه شد.
3. ابوعبدالله عمر برناوی «با ادریسا» (۲۰۱۹–۲۰۲۰): پس از مخالفت برخی از پیروانش با رهبری او، خلع و کشته شد.[۲۶]
4. لوان ابوبکر «با لاوان» / «ابا گانا» (۲۰۲۰–۲۰۲۱)[۲۶][۲۷]

#### رهبران ادعایی توسط رسانه‌ها و مقامات
1. لوان ابوبکر (ژوئیه–اوت ۲۰۲۱)[۲۷][۲۸]
2. «ابو داود» / «ابا ابراهیم» (از اوت ۲۰۲۱)[۲۸][۲۹]
3. ملام باکو یا ابومصعب برناوی (حدود اکتبر ۲۰۲۱)[۲۹]
4. سانی شوارام (از نوامبر ۲۰۲۱)[۲۹]

### داعش یمن
1. ابوبلال حربی[۳۰] (حدود ۲۰۱۴–مارس ۲۰۱۷ یا قبل از آن)
2. ابواسامه مهاجر[۳۱] (اسیر)[۳۲][۳۳] (مارس ۲۰۱۷–۲۵ ژوئن ۲۰۱۹)